# Friedrich Stromeyer
Friedrich Stromeyer (Göttingen, 2 d'agost de 1776 – 18 d'agost de 1835), fou un químic alemany que descobrí l'element cadmi.

## Biografia
Stromeyer estudià a la Universitat de Göttingen on es doctorà el 1800 amb Johann Friedrich Gmelin i Louis Nicolas Vauquelin. Formà part de l'equip directiu de la universitat i fou també inspector de farmàcia. Dirigí els treballs de doctorat de Robert Bunsen i de Eilhard Mitscherlich.

## Obra
El 1817 descobrí l'element cadmi quan estudiava els composts del zinc, en els quals es presenta com una impuresa en molt petites quantitats. Fou el primer a recomanar la utilització del midó com a reactiu per identificar el iode en les dissolucions. Estudià la química de l'arsina i de les sals de bismutat.